# ضاية إفراح (بحيرة)
ضاية إفراح هي بحيرة في جماعة ضاية عوا بإقليم إفران، تحيط بها دواوير مشيخة أيت داود او موسى، وتقع ضمن مسار الجولة السياحية عبر البحيرات. تقدر مساحتها بـ 250 هكتارًا،  وتشهد تقلبات كبيرة في مستواها حسب الفصول. يبلغ أقصى عمق لها 8 أمتار، وتتغذى بشكل أساسي من المياه الجوفية والجريان السطحي وذوبان الثلوج. تعرف ضفاف هذه البحيرة  استغلالا فلاحية مكثفا.

## معرض الصور

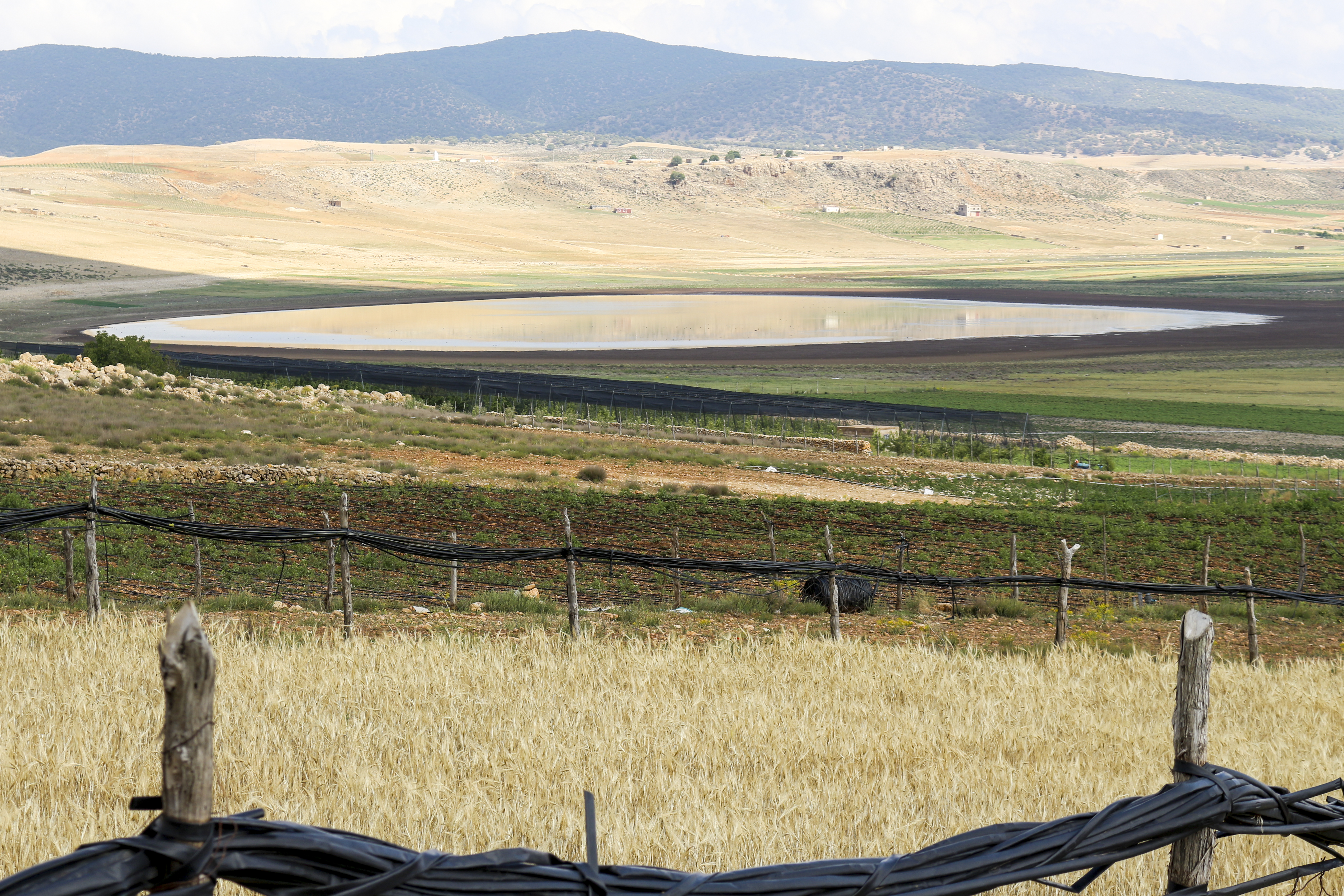
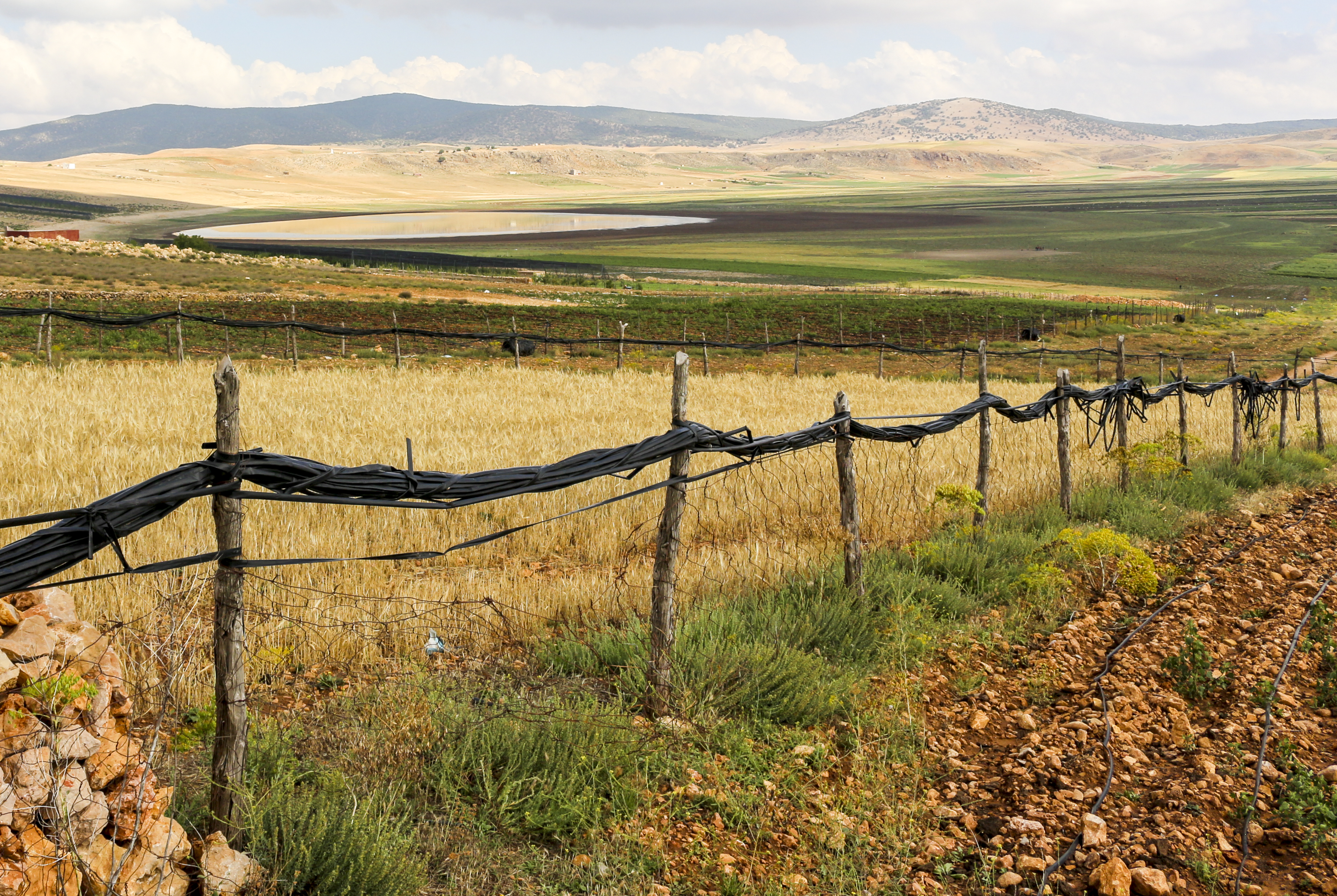